# Liste der Bodendenkmale in Bautzen
In der Liste der Bodendenkmale in Bautzen sind die Bodendenkmale der Stadt Bautzen und ihrer Ortsteile nach dem Stand der Auflistung von Harald Quietzsch und Heinz Jacob aus dem Jahr 1982 aufgelistet. Eventuelle Änderungen und Ergänzungen, insbesondere aus der Zeit nach der Wende, sind nicht berücksichtigt, da für Sachsen aktuell keine neueren allgemein zugänglichen Bodendenkmallisten vorliegen. Die Baudenkmale sind in der Liste der Kulturdenkmale in Bautzen aufgeführt.
| Denkmal-ID | Fundart             | Ortsteil                              | Bezeichnung                                               | Zeitstellung                     | Lage | Bemerkungen | Bild |
| ---------- | ------------------- | ------------------------------------- | --------------------------------------------------------- | -------------------------------- | --- | --- | ---- |
| ?          | besonderer Stein    | Basankwitz                            | Schalenstein                                              | undatiert                        | nordwestlich des Orts, westliche Hügelkuppe an der Flurgrenze                                                      | flache Granitkuppe mit 6 Schälchen, Schutz seit 20. Mai 1971                                                                    |      |
| ?          | besonderer Stein    | Basankwitz                            | 2 Schalensteine                                           | undatiert                        | nordwestlich des Orts, mittlere Hügelkuppe, „Kirschberg“                                                           | nördlich auf Fußsteine gesetzter Granit mit 13 Schälchen, südlich gewachsener Granit mit 10 Schälchen, Schutz seit 20. Mai 1971 |      |
| ?          | besonderer Stein    | Basankwitz                            | 3 Schalensteine                                           | undatiert                        | nordwestlich des Orts, östliche Hügelkuppe, „Unterberg“                                                            | Zwei Granite im Norden und einer im Osten der Kuppe mit je einem Schälchen, Schutz seit 20. Mai 1971                            |      |
| ?          | besonderer Stein    | Bautzen-Gesundbrunnen                 | Kreuzstein                                                | Spätmittelalter                  | Nordostrand der Kernstadt, nordwestlich an der Muskauer Straße, südwestlich des Abzweigs der Thomas-Müntzer-Straße | verschiedenartige Kreuze auf allen Seiten, Schutz seit 29. September 1971                                                       |      |
| ?          | besonderer Stein    | Bautzen-Gesundbrunnen                 | Kreuzstein                                                | Spätmittelalter                  | Nordostrand der Kernstadt, nordwestlich an der Muskauer Straße, nordöstlich des Abzweigs der Niederkainaer Straße  | Kreuze auf zwei Seiten, Schutz seit 29. September 1971                                                                          |      |
| ?          | Befestigung > Burg  | Bautzen-Innenstadt                    | Wehranlage „Ortenburg“                                    | Bronzezeit?, Mittelalter         | nordwestlicher Innenstadtrand, Geländesporn über der Spree                                                         | Spornbefestigung, überbaut, Schutz seit 13. Juli 1978                                                                           |      |
| ?          | besonderer Stein    | Bautzen-Innenstadt                    | Steinkreuz                                                | Spätmittelalter                  | Westseite der Liebfrauenkirche                                                                                     | Schutz seit 30. Mai 1971 |      |
| ?          | besonderer Stein    | Bautzen-Innenstadt                    | Kreuzstein                                                | Spätmittelalter                  | Hof des Museums Bautzen, ursprünglich Südostecke der Kleinen Kesselgasse                                           | plattiger Granitblock mit Kreuz im Flachrelief, Schutz seit 13. Juli 1978                                                       |      |
| ?          | besonderer Stein    | Bautzen-Innenstadt                    | Schalenstein                                              | Slawenzeit?                      | Hof des Museums Bautzen, ursprünglich vom slawischen Hügelgräberfeld in Bloaschütz                                 | Granitblock mit Schälchen und Kreuzchen                                                                                         |      |
| ?          | besonderer Stein    | Bautzen-Nordostring                   | Kreuzstein                                                | Spätmittelalter                  | Mittelteil des Taucherfriedhofs                                                                                    | achtseitiger Fries aus Kreuzen auf Gabelfüßen, Schutz seit 29. September 1971                                                   |      |
| ?          | Befestigung > Burg  | Bautzen-Westvorstadt                  | Wehranlage „Alte Schanze Ottelwitz an der Weiten Bleiche“ | Slawenzeit (11.–12. Jahrhundert) | südwestlich der Kernstadt im Humboldthain, nördliche Talkante der Spree                                            | Kantenbefestigung durch Sichelwall, Schutz seit 13. Juli 1978                                                                   |      |
| ?          | Befestigung > Burg  | Bautzen-Westvorstadt (ehemals Seidau) | Wallanlage „Proitschenberg“                               | Bronzezeit                       | östliches Hochufer der Spree, Protschenberg                                                                        | durch Bebauung überformt, Schutz seit 20. Mai 1971                                                                              |      |
| ?          | Grabmal > Grabhügel | Bloaschütz                            | Gruppe von über 40 Hügelgräbern                           | Slawenzeit                       | westsüdwestlich des Orts am Südhang des Hussitenbergs                                                              | Schutz seit 20. Mai 1971 |      |
| ?          | Befestigung > Burg  | Bolbritz                              | Wasserburg                                                | Mittelalter                      | nördlicher Ortsteil, nördlicher Gutsbereich                                                                        | überbaut, Reste des Grabens und vorgelagerter Teich erhalten, Schutz seit 5. März 1935, erneuert 1. Dezember 1958               |      |
| ?          | Grabmal > Grabhügel | Niederkaina                           | Gruppe von 7 Hügelgräbern                                 | Neolithikum                      | südsüdwestlich des Orts, östliche Waldgrenze des Scharfenbergs                                                     | Hügelgräber der Schnurkeramischen Kultur, Schutz seit 13. Juli 1978                                                             |      |
| ?          | Befestigung > Burg  | Niederkaina                           | Wasserburg „Die Insel“                                    | Mittelalter                      | nördlicher Ortsteil, Nordwestufer des Albrechtsbachs                                                               | Turmhügel mit trockengelegtem umlaufendem Graben, Schutz seit 17. Januar 1938, erneuert 1. Februar 1959                         |      |
| ?          | besonderer Stein    | Nimschütz                             | 2 Schalensteine                                           | undatiert                        | westlich des ehemaligen Dorfes Nimschütz auf dem Kirschberg, südlich des Wegs nach Kronförstchen                   | Granitblöcke, auf einem 2 auf dem anderen 5 Schälchen, Schutz seit 13. Juli 1937, erneuert 1. Februar 1959                      |      |
| ?          | besonderer Stein    | Oehna                                 | Steinkreuz                                                | Spätmittelalter                  | ostnordöstlich des Orts, südliches Hochufer der Spree                                                              | Axteinzeichnung, Schutz seit 30. Juni 1971                                                                                      |      |
| ?          | Befestigung > Burg  | Rattwitz                              | Wasserburg                                                | Mittelalter                      | im Ort, nordwestlich des Guts                                                                                      | teilweise überbaut, Teile des Grabens erhalten, Schutz seit 22. April 1971                                                      |      |
| ?          | Befestigung > Burg  | Temritz                               | möglicher Turmhügel                                       | Mittelalter?                     | nordwestlich des Orts auf einer bewaldeten Höhe (Wiewalze) nordöstlich der Straße nach Schmochtitz                 | Gipfellage, überbaut, als Rundwall überliefert, Schutz seit 30. August 1938, erneuert 1. Februar 1959                           |      |